# Catálogo mundial de arañas
El catálogo mundial de arañas (en inglés: World Spider Catalog) es una base de datos dependiente del Museo Americano de Historia Natural en la que se almacena una lista de todas las arañas descritas científicamente con su clasificación taxonómica actualizada. Fue creado, y es actualizado, por el conservador del departamento de zoología de invertebrados del museo, Norman I. Platnick. El catálogo es de acceso libre por Internet.